# Vincent (Californie)
Pour les articles homonymes, voir Vincent.
Vincent est une census-designated place située dans le comté de Los Angeles, en Californie, aux États-Unis. Elle comptait 15 922 habitants en 2010, dont une majorité de Latinos, avec une superficie de 1,47 milles carrés (3,81 km2).
Administrativement, Vincent appartient en partie à la ville de West Covina et en partie à la ville de Covina. Le nom « Vincent » vient de l'artère principale, Vincent Avenue.

## Démographie
| Groupe            | Vincent | Californie | États-Unis |
| ----------------- | ------- | ---------- | ---------- |
| Blancs            | 54,5    | 57,6       | 72,4       |
| Autres            | 30,5    | 17,0       | 6,2        |
| Asiatiques        | 7,1     | 13,1       | 4,8        |
| Métis             | 4,9     | 4,9        | 2,9        |
| Afro-Américains   | 2,0     | 6,2        | 12,6       |
| Amérindiens       | 0,9     | 1,0        | 0,9        |
| Océaniens         | 0,2     | 0,4        | 0,2        |
| Total             | 100     | 100        | 100        |
|                   |         |            |            |
| Latino-Américains | 74,9    | 37,6       | 16,7       |

Selon l'American Community Survey, pour la période 2011-2015, 54,77 % de la population âgée de plus de 5 ans déclare parler espagnol à la maison, alors que 39,03 % déclare parler l'américain, 3,19 % une langue chinoise, 1,22 % le tagalog, 0,67 % le vietnamien et 1,12 % une autre langue.